# Five Points (condado de Plumas)
Five Points es un área no incorporada ubicada en el condado de Plumas en el estado estadounidense de California.

## Geografía
Five Points se encuentra ubicada en las coordenadas 39°52′16″N 120°34′21″O / 39.87111, -120.57250.